# Adrien Claus
Adrianus (Adrien) Maria Petrus Theodoor Claus (Tielrode, 6 maart 1887 - 7 januari 1965) was een Belgisch brouwer en politicus voor het Katholiek Verbond van België.

## Levensloop
Claus was doctor in de rechten en was van beroep brouwer.
Hij werd gemeenteraadslid (1926-1947)  en burgemeester (1939-1947) in Tielrode. In 1937 werd hij voorzitter van de Katholieke Vlaamse Volkspartij (KVV) in Sint-Niklaas. Hij was katholiek senator (1939-1946)  voor het kiesarrondissement Dendermonde-Sint-Niklaas. Claus behoorde tot de arbeidersvleugel van zijn partij.
Claus is begraven met zijn echtgenote in het familiegraf te Tielrode.